# Iphiaulax pangaeus
Iphiaulax pangaeus är en stekelart som beskrevs av Cameron 1904. Iphiaulax pangaeus ingår i släktet Iphiaulax och familjen bracksteklar. Inga underarter finns listade i Catalogue of Life.